# Nevado Sajama
Le Nevado Sajama est un stratovolcan de Bolivie, près de la frontière chilienne, et le point culminant du pays avec 6 542 mètres d'altitude. Situé dans les Andes, il est recouvert de neiges éternelles. Il a été gravi pour la première fois par des Autrichiens en 1939. Il se trouve dans le parc national Sajama.

## Toponymie
Le nom Sajama vient des mots aymaras chak xaña, qui signifient « éloigné ». Selon une légende andine, lors d'un combat entre les Héros et les Dieux, l'un d'entre eux fut décapité ; sa tête alla rouler vers l'ouest à l’extrémité de l'Altiplano et le Dieu inconnu lui donna comme nom Sarjáma ou chak xaña (selon les transcriptions), c'est-à-dire « l'éloigné », « celui qui est envoyé loin », en mémoire de sa stupide rébellion,. En espagnol, l'adjectif nevado signifie « enneigé » ; par substantivation, un nevado désigne plus particulièrement, en Amérique, une montagne couverte de neiges éternelles.

## Géographie

### Localisation

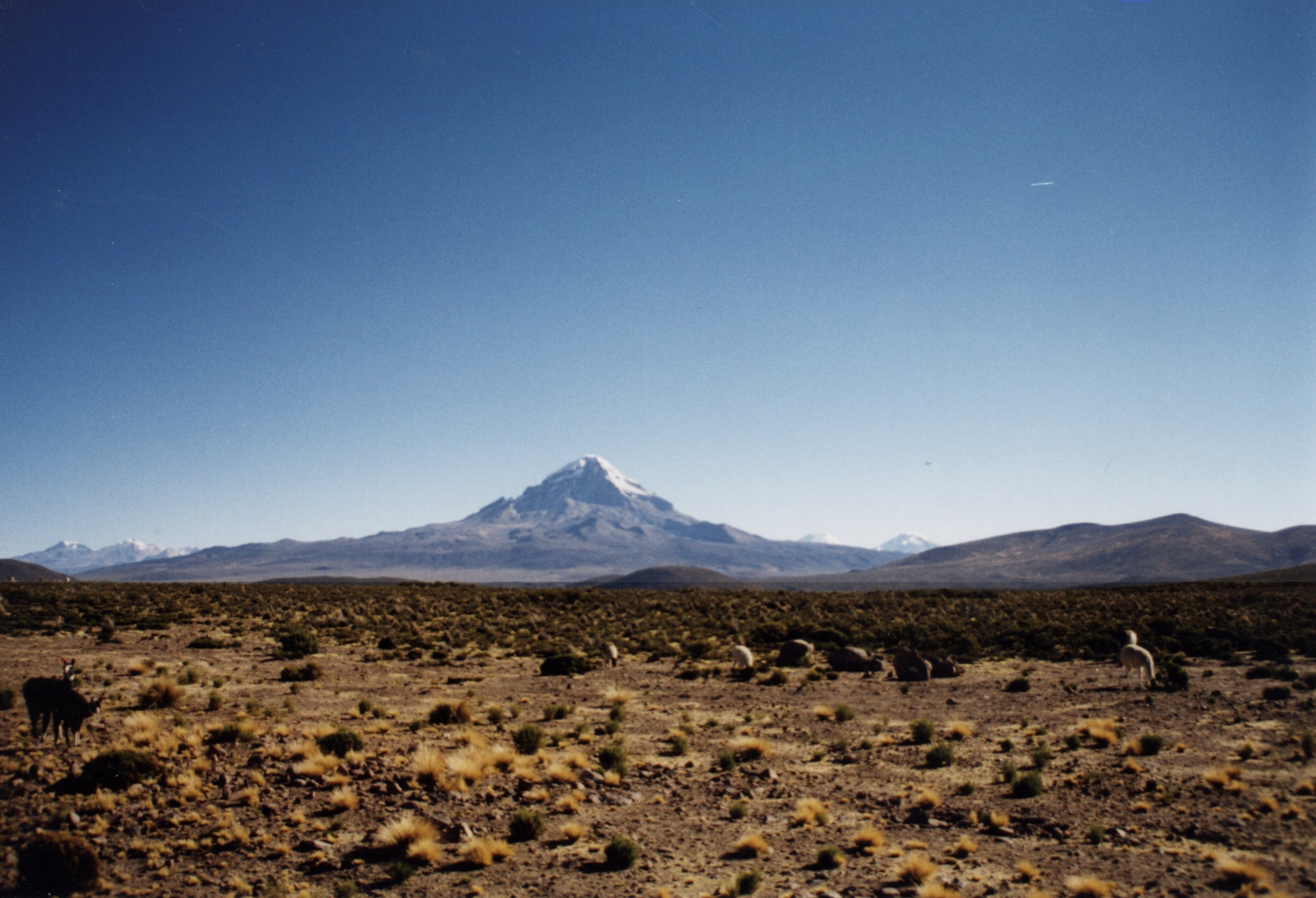
Vue du Nevado Sajama.

Le Nevado Sajama appartient à la section nord de la cordillère Occidentale de Bolivie, frontière naturelle avec le Chili, où se trouvent les plus grands sommets enneigés du massif montagneux.
Ce stratovolcan est situé dans le département d'Oruro, dans la province bolivienne de Sajama, à l'Ouest du pays. Il n'est qu'à une vingtaine de kilomètres de la frontière chilienne. La capitale La Paz se trouve à 200 kilomètres au nord-est.
Il domine l'Altiplano, vaste plaine au cœur de la cordillère des Andes, du haut de ses 6 542 mètres d'altitude, ce qui en fait le point culminant de la Bolivie.

### Géologie
La montagne est un cône isolé, mais géologiquement complexe, avec des dômes de lave d'andésite et de rhyodacite recouverts par un stratovolcan andésitique.
Des geysers se trouvent à huit kilomètres de la montagne.

### Climat et végétation
Non seulement il est le sommet le plus haut du pays, mais sur ses pentes pousse aussi la forêt la plus élevée du monde, appelée Queñuas (Polylepis tarapacana), composée d'arbres pouvant atteindre cinq mètres de hauteur. Elle est généralement située entre la limite des arbres et une altitude de 5 200 m.
Le climat très froid est inadapté à la vie animale. On rencontre principalement des vigognes, des nandous, des tatous, des flamants et des condors des Andes.

## Histoire

### Activité éruptive
On ne connaît pas avec certitude la date de sa dernière éruption. La formation de la calotte glaciaire peut être datée entre -14000 et -11000. Aucune trace de cratère n'est visible.

### Histoire humaine
La structure de la montagne est complexe et lors de la première tentative réalisée en 1927 par la face nord-ouest, l'expédition s'arrêta à 6 200 m d'altitude. La première ascension eut lieu le 4 octobre 1939 par les Autrichiens Wilfrid Kühm et Josef Prem.
En août 2001, une équipe de villageois de Sajama et une de guides de montagne boliviens s'affrontèrent au sommet lors d'un match de football afin de démontrer que l'altitude n'était pas en soi une limite à l'effort physique. Le 12 juin 2007 s'est déroulé un nouveau match auquel a participé le président de la République de Bolivie Evo Morales, qui a marqué le seul but du match. Son objectif était de protester contre l'interdiction par la FIFA des matches en altitude.

## Tourisme
Cette montagne se trouve au sein du parc national Sajama, créé en 1945.
Au pied du Sajama se trouve un village homonyme, dont la population est de 276 habitants (selon le recensement INE 2012).
L'ascension n'est pas autorisée hors saison touristique. L'existence de glaciers, avec la présence de nombreuses crevasses et de pentes abruptes, rend l'ascension difficile. Elle se fait généralement en suivant les crêtes qui mènent vers le sommet du glacier.

## Culture populaire
Les lignes de Sajama sont un réseau de milliers de chemins aux abords du Nevado Sajama, au cœur de l'Altiplano, parfaitement rectilignes, qui pourraient avoir été tracés par les peuples indigènes. Les premières études remontent à 1932, grâce à l'anthropologue suisse Alfred Métraux, à la suite de la découverte faite par Aimé Félix Tschiffely. Il semble que ces lignes soient le résultat de pèlerinages sacrés réalisés durant près de 3 000 ans par les autochtones.